# Obligation d'antériorité du mariage civil sur le mariage religieux

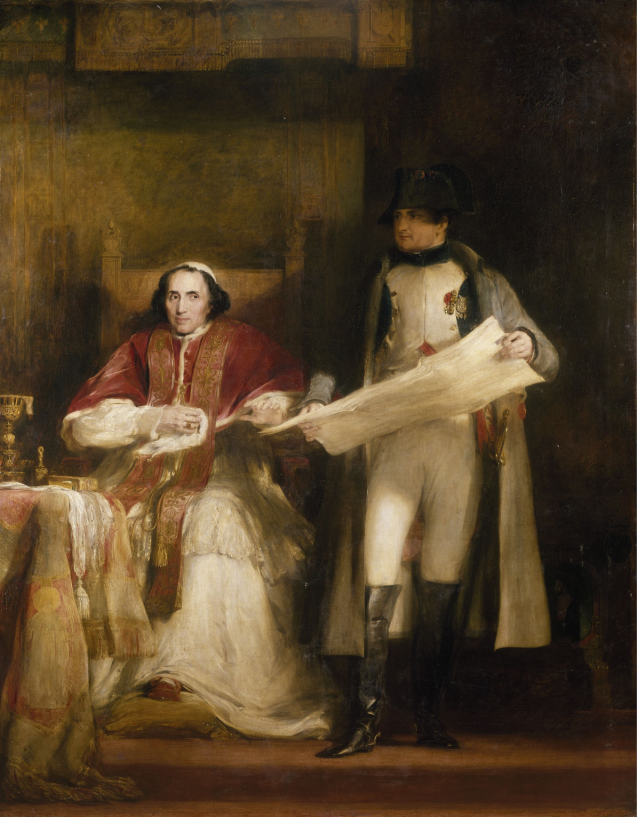
Napoléon et Pie VII à Fontainebleau, par David Wilkie, 1836, Galerie nationale d'Irlande, Dublin.

L'obligation d'antériorité du mariage civil sur le mariage religieux, parfois nommée préséance (ou primauté) du mariage civil, ou interdiction du mariage religieux sans mariage civil préalable, est une règle de droit imposant un mariage civil préalable aux couples voulant se marier religieusement.
Règle instaurée en 1802 en France notamment par les articles organiques du Concordat de 1801, elle s'est répandue dans d'autres pays lors des conquêtes napoléoniennes ou l'adoption du Code civil. Elle reste en vigueur dans plusieurs pays (dont France, Pays-Bas, Luxembourg, Belgique, Suisse).
De nombreux pays (dont Italie, Espagne, Portugal, Pologne, Grande-Bretagne, États-Unis, Canada, Australie) reconnaissent des effets civils à au moins certains mariages religieux, et quelques autres pays (dont Allemagne et Autriche) n'imposent pas de lien ou d'antériorité entre mariage civil et mariage religieux.

## Histoire

### Contexte

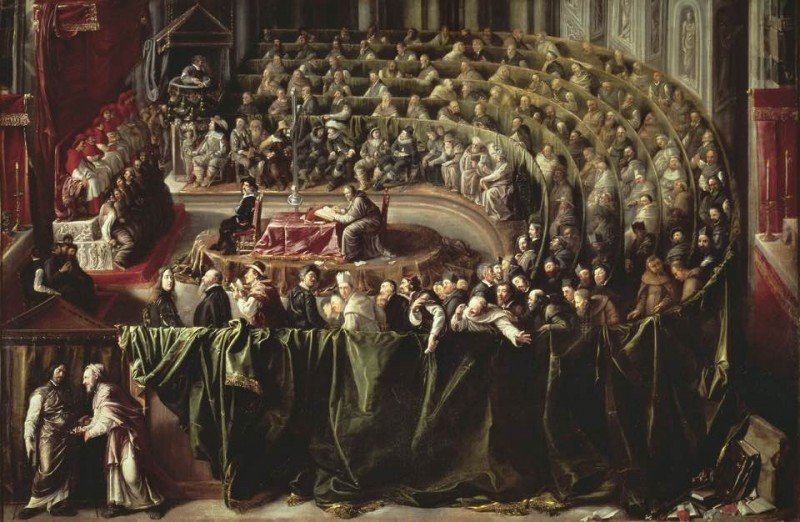
Le concile de Trente, XVIIe siècle, collection particulière.

La réforme protestante remettant en cause la sacramentalité du mariage chrétien, le concile de Trente consacre en 1563 avec le décret Tametsi l'unicité du contrat et du sacrement dans le mariage chrétien. En 1579 par l'Ordonnance de Blois d'Henri III, la France ordonne à l'Église catholique de tenir les registres de mariage dans chaque paroisse en son nom. L'article 44 de cette ordonnance entérine Tametsi et l'autorité de l'Église sur la contraction effective du mariage en l'interdisant aux notaires.
Déclenchées en particulier par les discussions lors de l'annulation du mariage de Gaston d'Orléans en 1634, les conceptions gallicanes et régaliennes du mariage se développent peu à peu, avec notamment les juristes Pontchartrain et Pothier au XVIIIe siècle, affirmant la juridiction de l'État (et non de l'Église) sur le contrat de mariage,. Les idées gallicanes sont à la racine du fébronianisme (Allemagne) puis du joséphisme (Saint-Empire). Au XVIIIe siècle, les philosophes remettent totalement en cause l'autorité de l'Église sur le mariage. En 1783, en Autriche, le mariage est défini comme un contrat civil et la compétence matrimoniale est transférée aux tribunaux impériaux,, s'appuyant sur la distinction joséphiste de l'Église et de l'État,. En 1787, l'Édit de tolérance de Louis XVI institue un état civil laïc pour les non-catholiques (protestants et juifs) tenu par des juges royaux.
En 1790, en France, seul le clergé catholique constitutionnel est autorisé à tenir les registres paroissiaux et de nombreux mariages sont célébrés par le clergé réfractaire sans trace dans les registres officiels.

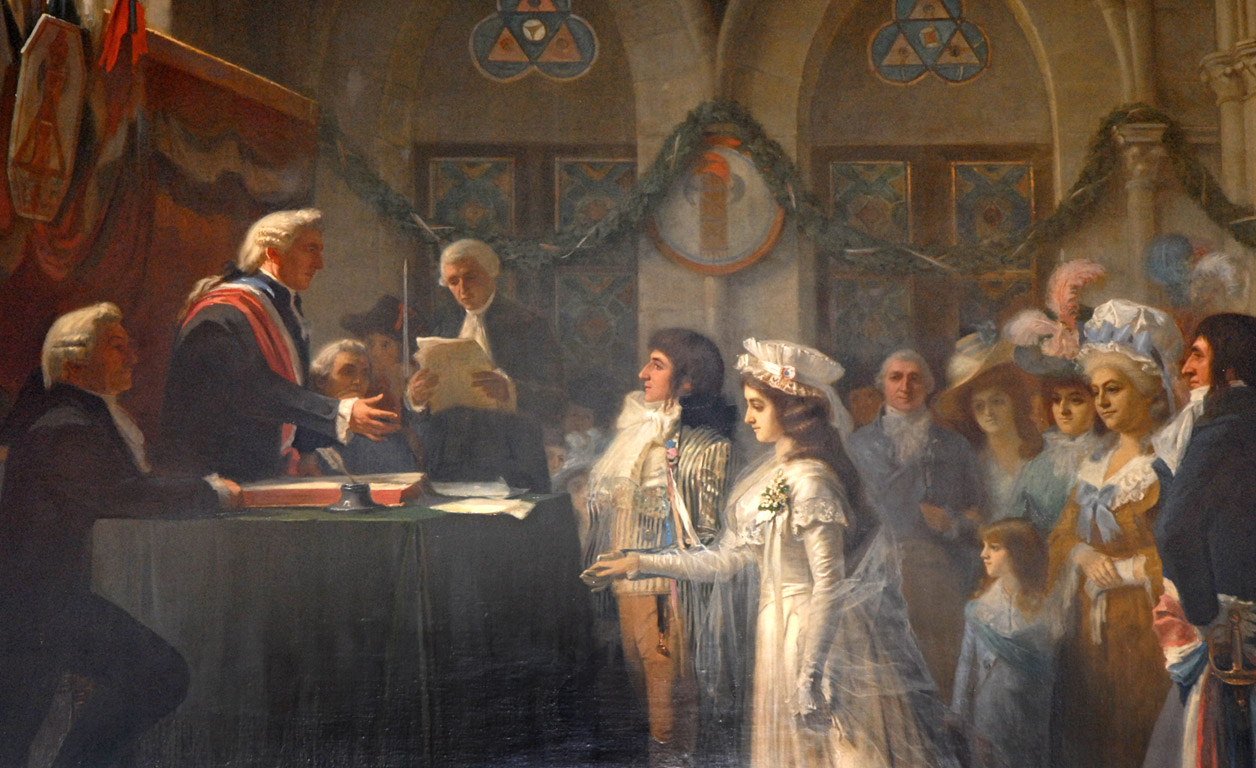
Premier mariage civil à Sens en 1792, salle synodale, célébré par M. Scherrer, décor de la salle des mariages de la mairie de Sens.

La Constitution française de 1791 « ne considère le mariage que comme un contrat civil » (Titre II, art. 7). C'est la loi du 20 septembre 1792 qui met en place une règlementation purement laïque de l'état civil en retirant les registres aux paroisses et les confiant aux autorités municipales,. Deux décrets renforcent notamment ensuite l'autonomie du mariage civil par rapport au religieux. Le décret du 12 août 1793 (art. 3) punit de déportation tout prêtre s'opposant au mariage civil ou divorce d'un autre prêtre. Le décret du 29 septembre 1795 (7 vendémiaire de l'an IV) interdit aux officiers d'état civil de prendre en considération, exiger ou mentionner des cérémonies religieuses (arts. 20 et 21).
Lors de de la Révolution française, le mariage religieux est ainsi déconnecté du mariage civil (qui n'est pas obligatoire), et n'a pas d'effets civils. Le rôle de l'officier d'état civil se limite à un simple enregistrement de la déclaration des mariés. Néanmoins, une liturgie républicaine du mariage se met peu à peu en place, avec une fête de l'Amour conjugal demandée par Robespierre en mai 1794, une fête nationale des Époux (décret du 3 brumaire de l'an IV), et l'obligation de la célébration civile du mariage le décadi par la loi du 30 août 1798 (13 fructidor de l'an VI),.

### Mise en place de l'antériorité du mariage civil

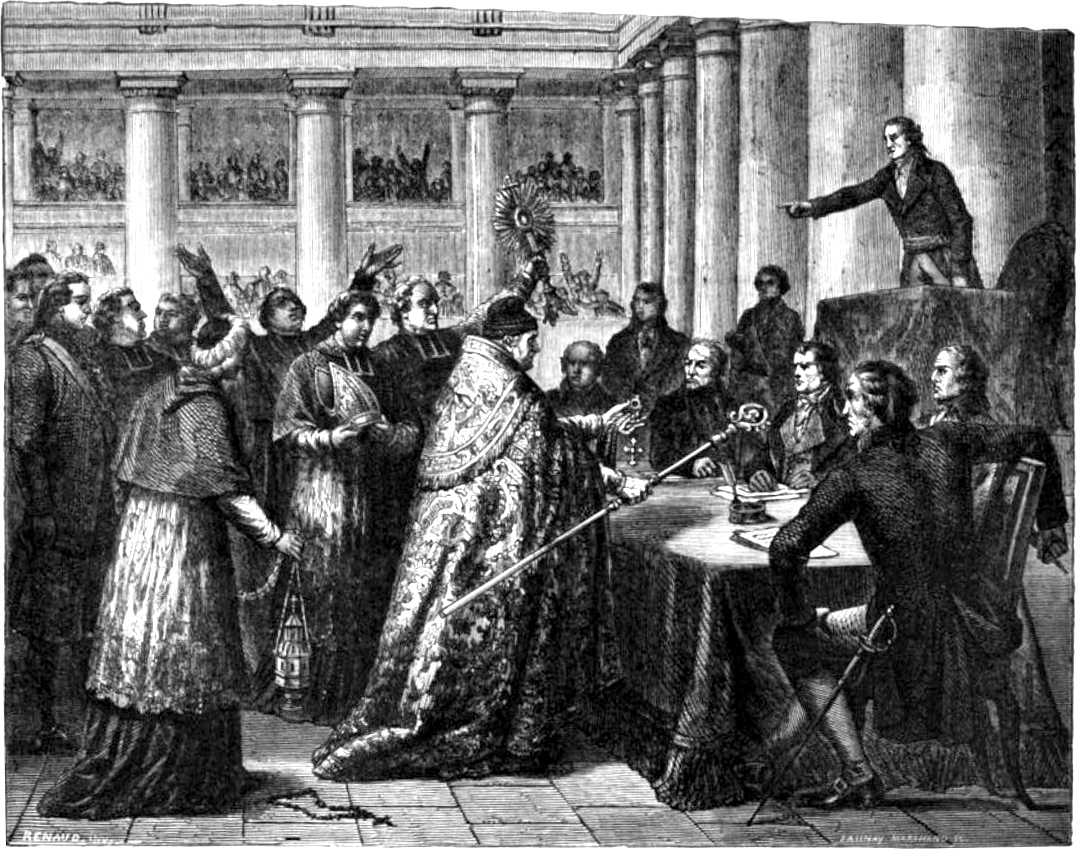
Les évêques français prêtant le serment civil exigé par le Concordat.

Napoléon, voulant réconcilier l'Église et l'État sous son contrôle avec le Concordat de 1801 tout en conservant l'acquis de la Révolution qu'est le mariage civil, s'appuie sur la conception gallicane de Portalis l'Ancien du mariage en tant qu'« acte purement naturel, réglé par la loi civile, béni ou sanctifié par la religion » (conception opposée au décret Tametsi du concile de Trente consacrant l'inséparabilité du contrat et du sacrement dans le mariage catholique),. Cette conception est entérinée par l'article 54 des articles organiques imposés à l'Église catholique en 1802 décrétant que les curés « ne donneront la bénédiction nuptiale qu'à ceux qui justifieront, en bonne et due forme, avoir contracté mariage devant l'officier civil. », La même règle est imposée aux religions juives, et protestantes en 1802. Elle est transcrite dans le Code pénal de 1810 (arts. 199 et 200), punissant d'amende, voire de prison et de déportation (seconde récidive) le ministre du culte y contrevenant,. L'objectif du législateur était de briser la tradition et de faire prévaloir l'idée nouvelle que le mariage est une institution laïque ne résultant pas du seul sacrement religieux, ainsi que d'éviter qu'un couple marié seulement religieusement soit en situation civil de concubinage avec potentiellement des enfants naturels non reconnus. Cette obligation d'antériorité ne s'applique qu'aux cultes reconnus (catholiques, calvinistes, luthériens et juifs).
La cérémonie de célébration du mariage civil est, elle, instaurée dans le Code civil de 1804 dans l'esprit d'une sacralité civile du mariage.
Lors des conquêtes napoléoniennes, les codes civil et pénal français sont répandus à travers l'Europe, et avec eux la règle d'antériorité du mariage civil.

### Suite duXIXesiècle
En 1844, règle d'antériorité est confirmée lors de la réorganisation française des consistoires israélites (art. 53).
En 1864, le Syllabus errorum est promulgué par Pie IX, condamnant notamment la séparation du contrat et du sacrement de mariage. Rarissimes avant 1963, plusieurs condamnations de prêtres ont lieu à la fin du xixe siècle.

### AuXXesiècle

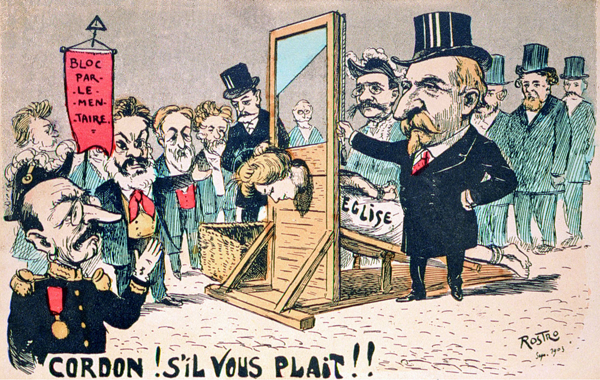
La séparation de l’Église et de l’État, carte postale satirique dépeignant la décapitation de l'Église catholique par Émile Combes (1er septembre 1903).

En France, en 1905, lors de la séparation de l'Église et de l'État, l'antériorité concordataire du mariage civil sur le religieux est quand même conservée au motif de l'ordre public,,. L'obligation d'antériorité s'applique désormais même aux cultes anciennement non-reconnus (musulmans, bouddhistes),. Plusieurs condamnations de prêtres catholiques, encouragés par Pie X, ont lieu pour des mariages célébrés entre 1905 et 1911, et en 1923, 1931, 1934, et 1972,. Le nouveau code pénal de 1994 (arts. 433-21 et 433-22) conserve lui aussi l'interdiction d'antériorité en l'adoucissant avec l'infraction d'habitude (sanction à partir de la seconde infraction),,. En 2012, il est relevé que les mariages musulmans (dispensés d'imam), s'affranchissent très souvent de cette règle, malgré deux condamnations isolées (depuis 1994) en 2008, et 2011 (relaxé en 2013). En 2021, la loi contre le séparatisme (art. 83) double à un an la peine de prison pouvant sanctionner un ministre du culte,.
L'Italie, avec les accords du Latran de 1929, supprime l'obligation d'antériorité et donne des effets civils au mariage religieux. Les effets civils du mariage religieux sont confirmés par l'accord de la Villa Madame en 1984 (art. 8).
L'Autriche abolit l'obligation d'antériorité en 1955 par une décision de sa cour constitutionnelle la considérant contraire à la liberté de croyance. L'Allemagne, où Bismarck avait introduit l'obligation d'antériorité en 1875 (Kulturkampf auquel s'oppose Léon XIII avec Arcanum divinæ) à laquelle l'Église se soumet en 1933 (au moins temporairement, et sauf exceptions), supprime en 1957 la sanction pénale, et en 2007 (en vigueur depuis 2009) l'obligation d'antériorité du mariage civil,.

## Antériorité du mariage civil par pays

### Pays avec une obligation d'antériorité du mariage civil sur le mariage religieux
Née dans une période de conflits entre l'Église et l'État, cette mesure est désormais défendue au nom de la sécurité juridique et de l'unité du droit (qui serait mis à mal si chaque religion célébrait un mariage civilement valide selon ses propres normes). Elle apparait cependant discutable à la lumière l'article 9 de la Convention européenne des droits de l'homme sur la liberté de religion.

#### Belgique
Article 21 alinéa 2 de la Constitution depuis 1831,, :

« Le mariage civil devra toujours précéder la bénédiction nuptiale, sauf les exceptions à établir par la loi, s'il y a lieu. (art 21 al.2 de la Constitution) »

Article 267 du Code pénal depuis 1868 (exception ajoutée en 1908), :

« Sera puni d'une amende de cinquante [euros] à cinq cents [euros], tout ministre d'un culte qui procédera à la bénédiction nuptiale avant la célébration du mariage civil. Cette disposition ne sera pas applicable lorsque l'une des personnes qui ont reçu la bénédiction nuptiale était en danger de mort, et que tout retard apporté à cette cérémonie eût pu avoir pour effet de la rendre impossible. En cas de nouvelle infraction de même espèce, il pourra, en outre, être condamné à un emprisonnement de huit jours à trois mois. (art. 267 du Code pénal) »

#### France

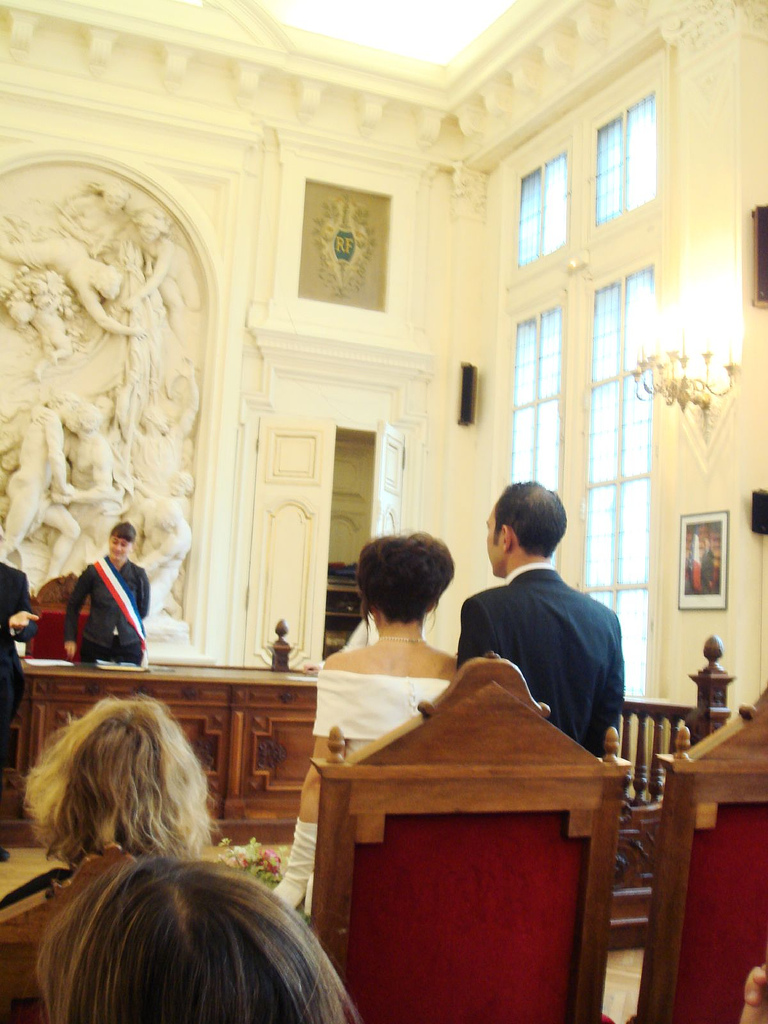
Un mariage à la mairie du 10e arrondissement de Paris, en septembre 2007.

Article 433-21 du Code pénal (des peines complémentaires sont prévues par l'article 433-22) depuis 1994 (peine alourdie en 2021),, : 

« Tout ministre d'un culte qui procédera, de manière habituelle, aux cérémonies religieuses de mariage sans que ne lui ait été justifié l'acte de mariage préalablement reçu par les officiers de l'état civil sera puni de six mois d'emprisonnement et de 7 500 euros d'amende. »

Selon le JurisClasseur, l'existence de l'infraction en droit français est constituée sur ce sujet par quatre éléments, :
1. la célébration de mariages religieux ;
2. la circonstance d'habitude (au moins deux occurrences irrégulières sont nécessaires pour qualifier l'habitude) ;
3. l'absence de mariages civils antérieurs prononcés entre les époux ;
4. une intention délictueuse du ministre du culte.

En 2007, à la suite d'une question d'un sénateur en 2007 soulignant le rôle uniquement incident de l'imam dans le mariage musulman, le Garde des sceaux affirme que l’article 433-21 « s'applique à tous les cultes, sans aucune distinction et quelle que soit la forme que puisse prendre la cérémonie religieuse, le code pénal ne prévoyant aucune définition pour cette dernière »,. Selon certains juristes français, pour caractériser en droit français un mariage religieux musulman, les juges ne devraient pas apprécier l'accomplissement d'un rite de mariage mais plutôt l'intention de célébrer un mariage par des actes ou un rite.
Le texte n'ayant jamais fait l'objet d'un contrôle de constitutionnalité, son respect du principe de laïcité mais aussi de la liberté de conscience, de la liberté religieuse et du droit à la vie familiale normale pourrait être questionné au regard notamment de la Déclaration des droits de l'homme de 1789 (art. 10) et de la Convention européenne des droits de l’homme (arts. 8 et 9),,. Selon un article de La Nef, l'extension du certificat de capacité à mariage (art. 171-2 du code civil) aux mariages religieux pourrait maintenir les objectifs d'ordre public de l'État tout en respectant mieux la liberté religieuse.
En France, l'obligation d'antériorité d'origine concordataire est également défendue sur le plan politique comme hiérarchisant les deux mariages et confinant la religion à l'espace privé, hors de l'espace public laïque. Selon le Jurisclasseur, l'appréciation, tant juridique que médiatico-politique, du contenu du principe de laïcité comporte parfois une « troublante volatilité ».

#### Liechtenstein
Article 3.2 de la Loi de 1973 sur le mariage (version de 2025) : 

« La cérémonie religieuse du mariage ne peut être célébrée qu'après la présentation du certificat de mariage. »

#### Luxembourg
Article 267 du Code pénal,:

« Sera puni d'une amende de 500 euros à 5.000 euros tout ministre d'un culte qui procédera à la bénédiction nuptiale avant la célébration du mariage civil. En cas de nouvelle infraction de même espèce, il pourra, en outre, être condamné à un emprisonnement de huit jours à trois mois. »

#### Monaco
Article 138 du Code pénal : 

« Tout ministre d'un culte qui procédera aux cérémonies religieuses d'un mariage, sans qu'il lui ait été justifié d'un acte de mariage préalablement reçu par l'officier de l'état civil, sera puni de l'amende prévue au chiffre 2 de l'article 26 ; en cas de première récidive, d'un emprisonnement de six mois à trois ans ; en cas de seconde récidive, d'un emprisonnement de un à cinq ans. »

#### Pays-Bas

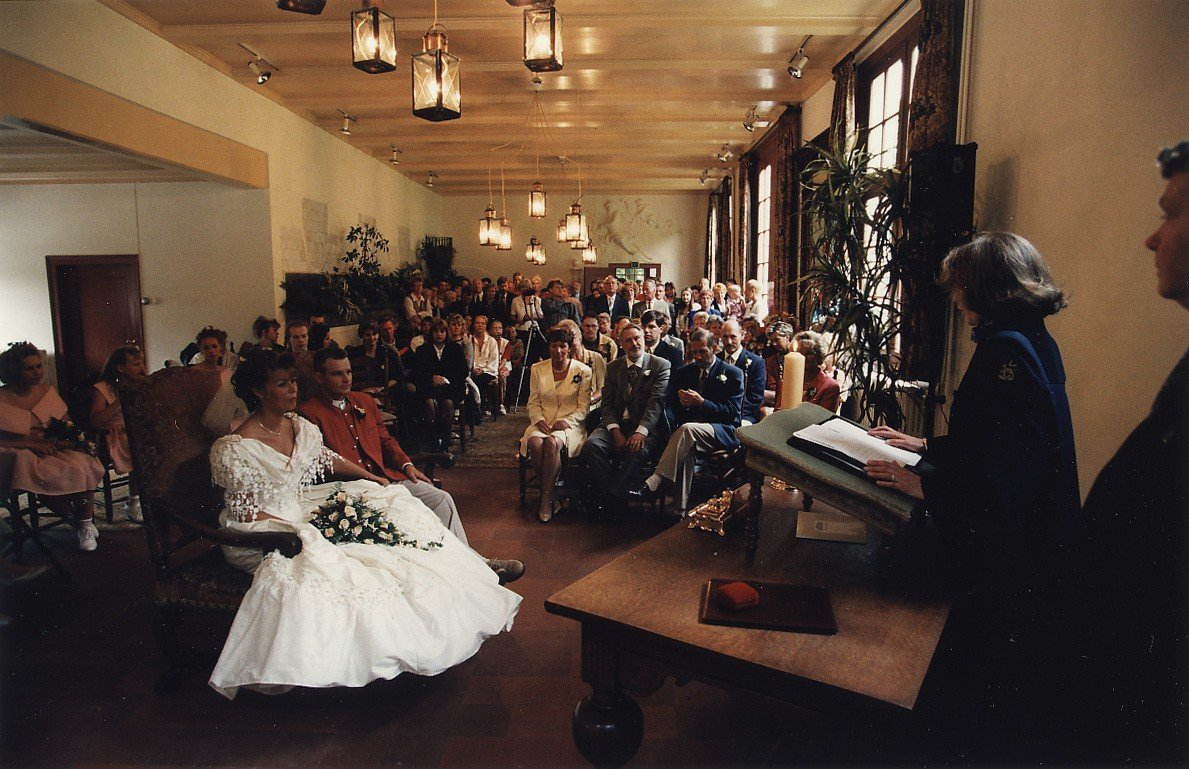
Un mariage civil aux Pays-Bas en 1996.

Article 449 du Code pénal, : 

« 1. Le ministre du culte qui, avant que les parties ne l'aient informé que leur mariage a été célébré devant l'officier de l'état civil, accomplit une cérémonie religieuse à l'occasion de ce mariage, sera puni d'une amende de la deuxième catégorie. 2. Si, au moment de la commission de l'infraction, moins de deux ans se sont écoulés depuis qu'une condamnation antérieure du délinquant pour une infraction similaire est devenue définitive, un emprisonnement de six mois au plus ou une amende de la troisième catégorie peuvent être infligés. »

#### Roumanie
Article 48.2 de la Constitution de 2003,, :

« Un mariage est conclu, dissous et annulé dans les conditions fixées par la loi. Le
mariage religieux ne peut être célébré qu'après le mariage civil. »

Article 259.3 du Code civil de 2011, : 

« La célébration religieuse du mariage ne peut être effectuée qu'après la conclusion du mariage civil. »

Le Code pénal de 1964 avait décriminalisé l'obligation d'antériorité, mais la loi n° 119/1996 (article 63, paragraphe 1, lit. k modifié par la loi 105 du 20 octobre 2022) affirme que constitue une contravention contre l'état civil :

« la célébration par des ministres religieux du service religieux dans le cas de mariages ou d'enterrements ou de crémations sans leur avoir présenté l'acte de mariage et, respectivement, l'acte de décès ou le document prévu à l'article 38 paragraphe (1) »

#### Russie
L'État russe ne reconnait que le mariage civil. L'enregistrement du mariage auprès de l'État doit, sauf exception, précéder le mariage religieux, d'après un document adopté en 2017 par le conseil des évêques de l'Eglise orthodoxe russe :

« La célébration d'un mariage avant l'enregistrement d'État du mariage n'est autorisée qu'avec la bénédiction de l'évêque diocésain et dans des cas particuliers, par exemple en raison d'une maladie grave confirmée par des documents médicaux pouvant entraîner une mort imminente, ou en vue d'une participation prochaine à l'armée, ainsi que d'autres actions associées à un risque pour la vie, et à condition que l'enregistrement d'État du mariage dans le délai souhaité soit impossible.
Dans les situations nécessitant une décision immédiate sur le mariage avant l'enregistrement du mariage par l'État, le prêtre peut prendre une telle décision de manière indépendante et la signaler ensuite à l'évêque diocésain. »

#### Slovénie
Obligation d'antériorité du mariage civil en Slovénie.

#### Suisse
Article 97.3. du Code civil, : 

« Le mariage religieux ne peut précéder le mariage civil. »

La sanction pénale est implicitement abrogée depuis 1930.

### Pays dissociant totalement mariage civil et mariage religieux
- Allemagne, obligation d'antériorité abandonnée depuis 2009 (elle était en vigueur depuis 1875)[36],[25], mais les évêques allemands la considèrent comme s'appliquant toujours (sauf exceptions) par le concordat de 1933 (art. 26)[53],[54],[55] ;
- Autriche, la cour constitutionnelle ayant considéré en 1955 l'obligation d'antériorité contraire à la liberté de croyance[25].
- Bulgarie, d'après le Code de la famille de 2009[36],[56]
- Hongrie, depuis la séparation des Églises et de l'État en 1962[36],[57]

### Pays donnant des effets civils au mariage religieux
Ces pays peuvent n'accorder des effets civils qu'aux mariage religieux de certaines religions uniquement.

#### Europe

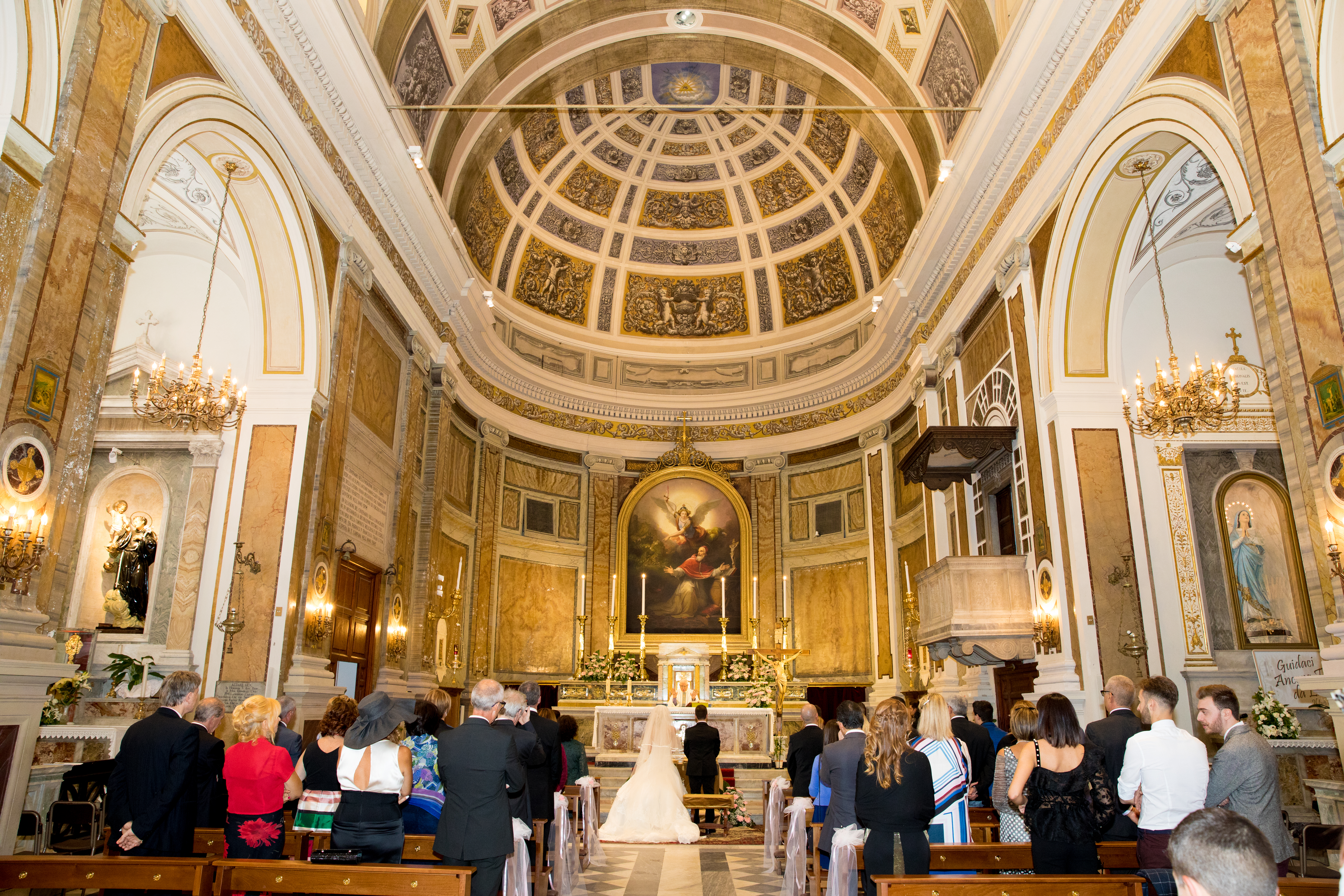
Célébration d'un mariage catholique en Italie en 2017.

Certains pays européens ont un seul type de mariage (régi par le droit civil) pouvant être célébré sous la forme civile ou religieuse (système anglo-saxon), d'autres pays ont deux types de mariages (mariage civil, et mariage canonique avec effets civils) avec règles différentes pour leur formation et extinction (système concordataire comme en Espagne, Italie, Malte et Portugal).
- Andorre[58]
- Chypre[36]
- Croatie[59]
- Danemark[25],[36]
- Espagne[25],[36]
- Estonie[36]
- Finlande[25],[36]
- Grèce[25],[36]
- Irlande[25],[36]
- Islande[60]
- Italie[25],[36], depuis 1929[34]
- Lettonie[36]
- Lituanie[36]
- Malte[36]
- Norvège[25]
- Pologne[25], depuis le concordat de 1993[61]
- Portugal[25],[36]
- République tchèque[36]
- Royaume-Uni[25],[36]
- Slovaquie[36], depuis 1963[62]
- Saint-Marin[63]
- Suède[25]
- Vatican[64],[65]

#### Amériques
- Canada[25]
- États-Unis[25]

#### Autres continents
- Algérie[66],[67]
- Australie[68]
- Maroc[69],[70]
- Inde[71]
- Israël[72],[73]
- Nouvelle-Zélande[74]
- Pakistan[75]
- Turquie, islam seulement, depuis 2017[76]

## Vision religieuse de l'antériorité du mariage civil

### Catholicisme

#### Position du catholicisme

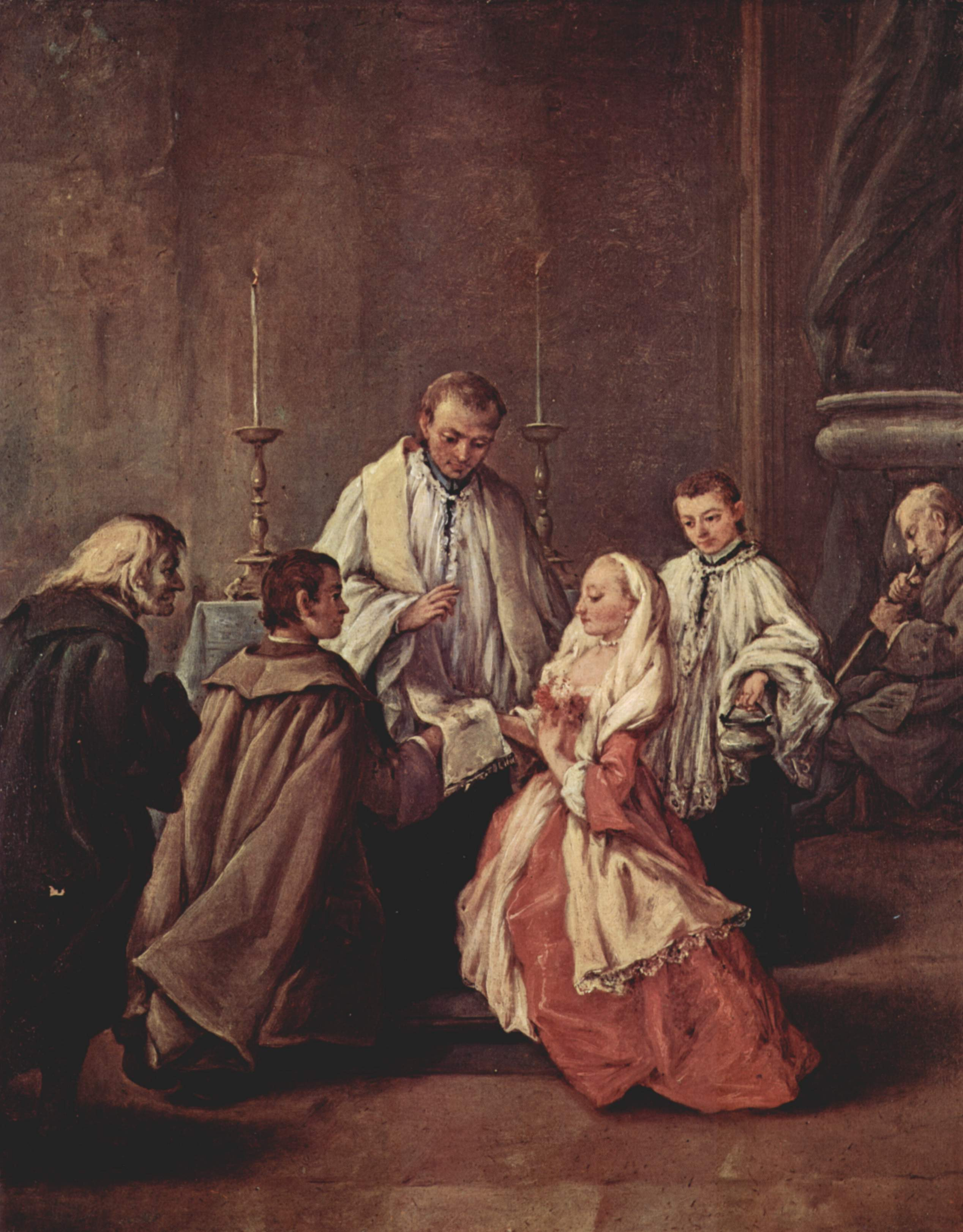
Le mariage par Pietro Longhi, vers 1755, Venise, Pinacoteca Querini Stampalia.

L'Église catholique considère le mariage de deux chrétiens comme un contrat-sacrement, le décret Tametsi (1563) du concile de Trente ayant notamment consacré l'inséparabilité du contrat et du sacrement dans le mariage catholique. Considérant que sa compétence sur le mariage des chrétiens relève avant tout du droit divin positif, elle n’a pas le libre choix de sa compétence et laisse au pouvoir public uniquement ce dont elle ne traite pas.
Ainsi, elle reconnait « la compétence du pouvoir civil pour les effets purement civils » du mariage de deux chrétiens (canon 1059, et ancien canon 1016), c'est à dire essentiellement les rapports matériels entre les époux et les régimes matrimoniaux. Les systèmes concordataires donnent ainsi généralement des effets civils au mariage religieux. Pour deux catholiques, un mariage civil, avant un mariage religieux, est canoniquement un « mariage nul pour défaut de forme ». Du point de vue catholique, permettre un mariage religieux avant (et non après) un mariage civil serait ainsi préférable à l'obligation d'antériorité du mariage civil.
Ce sont les époux qui sont les ministres du contrat-sacrement. Les prêtres en sont uniquement les témoins qualifiés mais leur bénédiction est nécessaire à la validité du contrat-sacrement.

#### Évolution de la position du catholicisme
Dans un premier temps, l'Église catholique a dénoncé la mise en place du mariage civil (en 1792 en France, et son obligation d'antériorité en 1802), mais dès le xixe siècle, une lente évolution a eu lieu, pour ne pas que les catholiques subissent de préjudice quant aux effets civils du mariage, et pour considérer le mariage civil comme un mariage en droit naturel pour les non-baptisés.
En 1794, la bulle Auctorem fidei de Pie VI, condamnant les actes du synode de Pistoie, rappelle que seule l'Église fixe les empêchements au mariage des chrétiens (propositions 59 et 60),.
En 1802, Pie VII et le cardinal Caprara protestent contre l'obligation d'antériorité, argumentant qu'elle est contraire à l'autorité que Jésus-Christ a confié à son Église en faisant croire aux futurs mariés que le seul mariage civil suffirait pour être unis devant Dieu et l'Église, et en faisant croire légitime aux mariés civils de forcer les prêtres à les marier religieusement.
En 1851, le bref apostolique Ad Apostolicœ Sedis fastigium de Pie IX condamne un ouvrage et certaines des propositions qu'il contient, dont « le sacrement de mariage n'est qu'un accessoire du contrat et qui peut en être séparé »,. En 1864, Pie IX condamne avec le Syllabus plusieurs propositions relatives à la dissociation entre le contrat et le sacrement de mariage, dont : « Le sacrement de mariage n’est qu’une chose ajoutée au contrat et qui peut en être séparée, et c’est la seule bénédiction nuptiale qui constitue le sacrement lui-même » (erreur n.66).
En 1866, une instruction de la Sacrée Pénitencerie, permet aux catholiques, après leur mariage à l'église, d'accomplir l'acte imposé par la loi « pour éviter des sanctions, pour le bien des descendants et pour éviter le danger de polygamie », et rappelle l'affirmation d'un consistoire secret de 1852 (allocution Acerbissimum) : « Entre fidèles, il ne peut pas y avoir de mariage qui ne soit en même temps sacrement ; et c'est pourquoi toute autre union chez les chrétiens entre un homme et une femme en dehors du sacrement, même conclue en vertu de la loi civile, n'est rien d'autre qu'un concubinat honteux et funeste. » En 1878, l'encyclique Inscrutabili Dei Consilio de Léon XIII renouvelle cette description du mariage civil seul comme « concubinage légalisé ».
En 1879, Léon XIII déclare dans la lettre Ci siamo grandemente, adressée aux évêques de trois provinces ecclésiastiques italiennes : « Nul, cependant, ne conteste à l'État les responsabilités qui peuvent lui incomber dans l'organisation temporelle du mariage pour le bien commun et dans la juste réglementation de ses effets civils. »

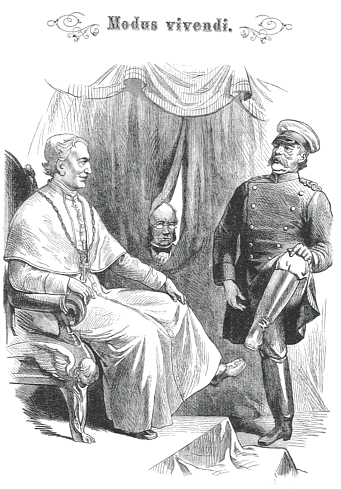
Modus vivendi, caricature de Wilhelm Scholz dans le Kladderadatsch, no 14-15 du 18 mars 1878 : le pape et le chancelier veulent tous deux se faire « baiser le pied » (Fußkuss) en signe de soumission par l’autre.

En 1893, Léon XIII adresse la lettre apostolique Il divisamento aux évêques de la province ecclésiastique de Venise, reprenant les éléments de son encyclique Arcanum divinæ de 1880 rédigée en réaction à la laïcisation allemande du mariage avec le Kulturkampf, et condamnant avec force un projet de loi italienne prescrivant la préséance du mariage civil sur le religieux, : 

« [...] le contrat lui-même, par institution divine, est devenu un sacrement. [...] Or, une loi prescrivant la préséance du rite civil sur le véritable mariage contracté devant l'Église aurait véritablement pour objet le contrat de mariage lui-même, et non seulement ses effets civils ; l'État disposerait donc ainsi de l'administration d'un sacrement. Aucun autre pouvoir que celui auquel appartient cette administration ne peut ni ne doit juger des conditions requises pour célébrer le mariage, de l'aptitude et de la capacité des contractants, et des autres circonstances dont dépend le mariage. »

En 1905 et 1912, le Catéchisme de saint Pie X rappelle la position de l'Église sur le mariage civil :

« L'acte qu'on appelle mariage civil est la formalité prescrite par l'Etat pour que le contrat matrimonial ait les effets civils. [...] Il ne suffit pas, pour les chrétiens, de faire seulement l'acte civil, parce que cet acte n’est pas sacrement ; pour eux, l'acte seul qui est sacrement constitue le Mariage devant Dieu. [...] Les époux doivent accomplir aussi l’acte civil, bien qu'il ne soit pas sacrement, afin de s'assurer à eux-mêmes et à leurs enfants les effets de la société conjugale; c’est pourquoi l’Eglise ne permet pas d'ordinaire le Mariage religieux, si on n'accomplit pas aussi les actes prescrits par l'Etat. »

En 1907, Lamentabili sane exitu de Pie X condamne la proposition selon laquelle le mariage chrétien n'est devenu qu'assez tardivement un sacrement (n.51).
En 1933, le Concordat avec le Reich allemand, signé par le futur Pie XII au nom de Pie XI, accepte (art. 26, contrairement aux concordats italiens et lituaniens) l'interdiction allemande de 1875 d'un mariage religieux sans mariage civil préalable, sauf « grave nécessité morale », et sous réserve la publication d'un règlement ultérieur plus large sur la question matrimoniale,. En 2009, alors que l'obligation d'antériorité est supprimé par l'Allemagne, les évêques allemands considèrent cette règle comme toujours en vigueur,.
Promulgué en 1947, le Catéchisme à l'usage des Diocèses de France affirme que la célébration du mariage « devant le curé » (ou son délégué) est une des conditions pour que le mariage des catholiques soit valide, et que les catholiques ne se présentant « qu'à la mairie pour se marier ne sont pas vraiment mariés ».
En 1981, Jean-Paul II déclare dans l'exhortation apostolique Familiaris consortio (n.82) que des catholiques mariés seulement civilement ne sont pas dans une situation « semblable à celle de ceux qui vivent ensemble sans aucun lien » mais ont pris un « certain engagement dans un état de vie précis », mais que « malgré cela, l’Église ne peut pas non plus accepter cette situation »,.

### Orthodoxie
Le mariage orthodoxe est, comme pour l'Église catholique, un des sept sacrements.
D'après un document adopté en 2017 par le conseil des évêques de l'Eglise orthodoxe russe, l'enregistrement du mariage auprès de l'État doit, sauf exception, précéder le mariage religieux.

### Protestantisme

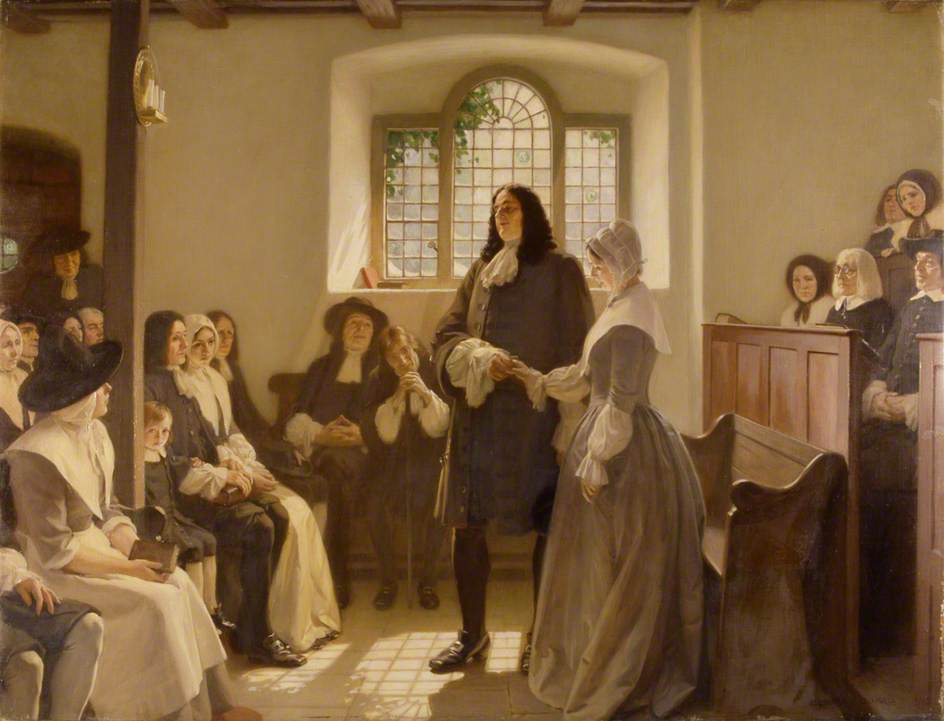
Le mariage de William Penn et Hannah Callowhill à la Friends' Meeting House par Ernest Board, 1916, Bristol City Museum and Art Gallery.

La Réforme protestante conteste depuis son origine au XVIe siècle la nature sacramentelle du mariage et ainsi la compétence de l'Église pour le règlementer, ouvrant la voie à l'introduction du mariage civil.
Selon Luther : « le mariage ne regarde pas l’Eglise, il est extérieur à elle, c’est une affaire séculière, temporelle, qui est du ressort des autorités. »
Néanmoins, avant la fin du xviiie siècle, les protestants étaient rares, même chez les luthériens, à affirmer que la formation du mariage, qui conservait une forme de sacralité, puisse relever de la compétence civile et non religieuse.
Pour les protestants, le couple est considéré comme marié dès le mariage civil. La cérémonie religieuse n'est qu'un accompagnement religieux pour bénir cette union. Ainsi, l'obligation d'antériorité du mariage civile n'est pas ressentie par le protestantisme comme une entrave ou une contrainte.

### Judaïsme
En 1806, l'assemblée des Israélites de France adopte unanimement un règlement imposant à tous les rabbins de ne marier religieusement qu'après un mariage civil, et de même pour le divorce.
Israël ne reconnait que le mariage religieux juif, les couples mixtes doivent se marier à l'étranger,. En 2022, un tribunal valide les mariages civils d'Israéliens mariés en ligne via un site de l'État américain de l'Utah, provoquant la colère des ultra-orthodoxes.

### Islam

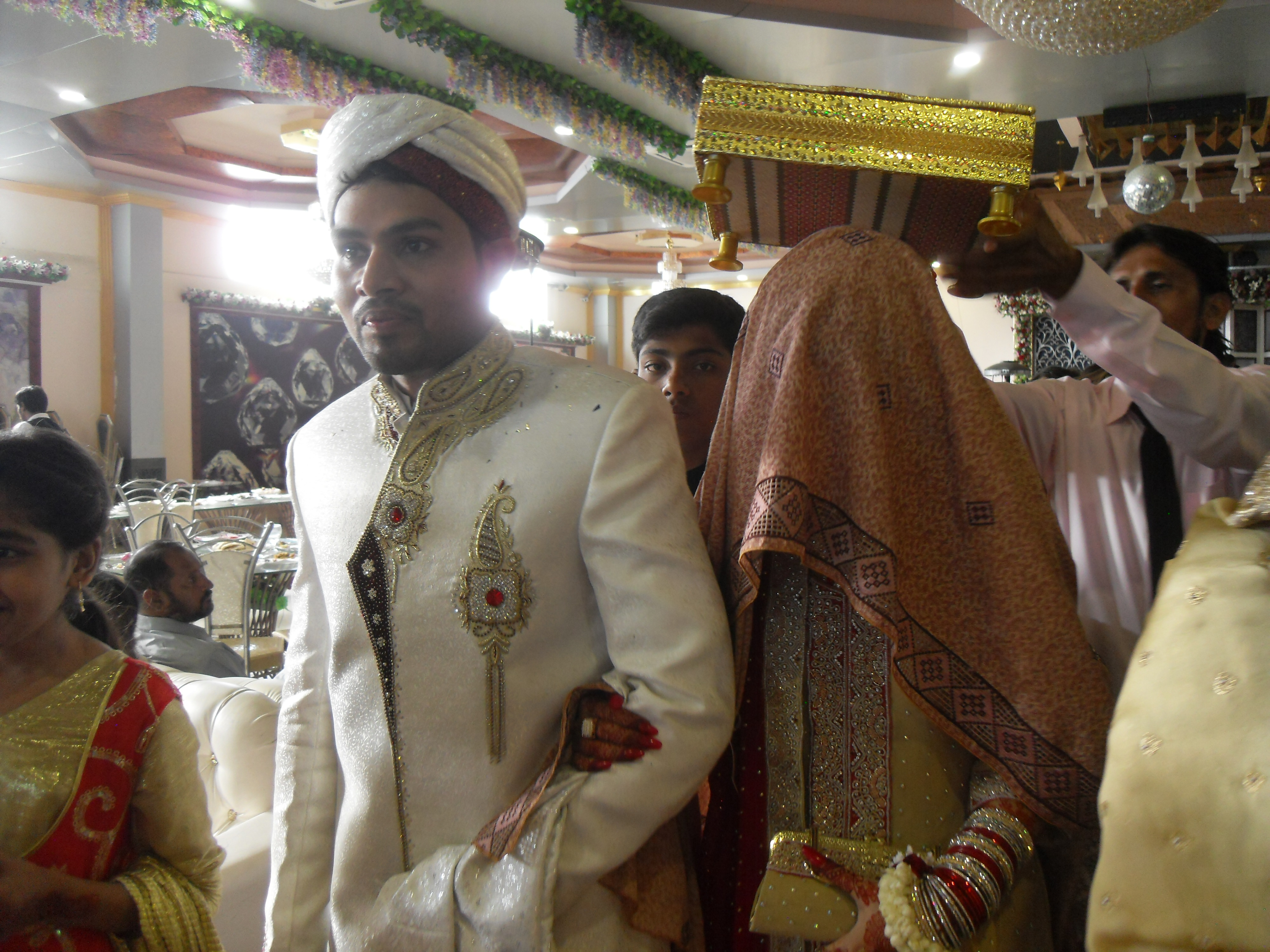
Mariage musulman au Pakistan en 2015.

Dans l'Islam, le mariage est un acte privé entre deux parties durant lequel un consentement est échangé en présence de deux témoins, et la sourate Al-Fâtiha habituellement (mais non obligatoirement) récitée pour sceller le mariage. Il ne constitue pas un sacrement, et le droit coranique ne donne pas à l'imam de rôle particulier dans la célébration du mariage religieux.
Selon le site islamweb.net lié au ministère qatari des Biens religieux et des Affaires islamiques et affirmant présenter un islam modéré, le mariage civil n'est valide que s'il est conforme aux prescriptions musulmanes qui nécessitent notamment la présence du tuteur de l'épouse et de deux témoins. Si le contrat de mariage musulman peut être rédigé dans une mosquée (ou assimilé), il n'est pas permis en principe qu'il le soit dans les tribunaux civils, mais il pourra être ensuite officialisé auprès des services de l'état civil.
En Algérie, le mariage à la fâtiha concomitamment précédé des fiançailles « El khitba » ne vaut mariage civil (après enregistrement auprès des services de l'état civil) que s'il y a, en séance contractuelle, échange du consentement des époux (qui doivent être présents), un âge minimal des époux de 19 ans (sauf dispense d'un juge), une dot, présence du tuteur (wali) de la mariée et de deux témoins, et pas d'empêchements légaux au mariage (articles 6, 7, et 9 du code de la famille),. En 2015, les autorités religieuses algériennes ont tranché que le mariage seulement par la fatiha est interdit et considéré comme un adultère.